# Дудаченский
Дуда́ченский — посёлок во Фроловском районе Волгоградской области России. Административный центр Дудаченского сельского поселения

## География
Посёлок расположен в 55 км северо-восточнее Фролово.

## Население
| 2002 | 2010 |
| ---- | ---- |
| 561  | ↗576 |

## Инфраструктура
В посёлке находятся школа, магазины. Хутор газифицирован.
Плотина Большого пруда (пр. Жеребцов) построена Жеребцовым Александром Михайловичем в 1870 году. Пруд являлся главным прудом-накопителем в системе орошения. Орошалось около 1000 га пашни.